# Johann David Nicolai

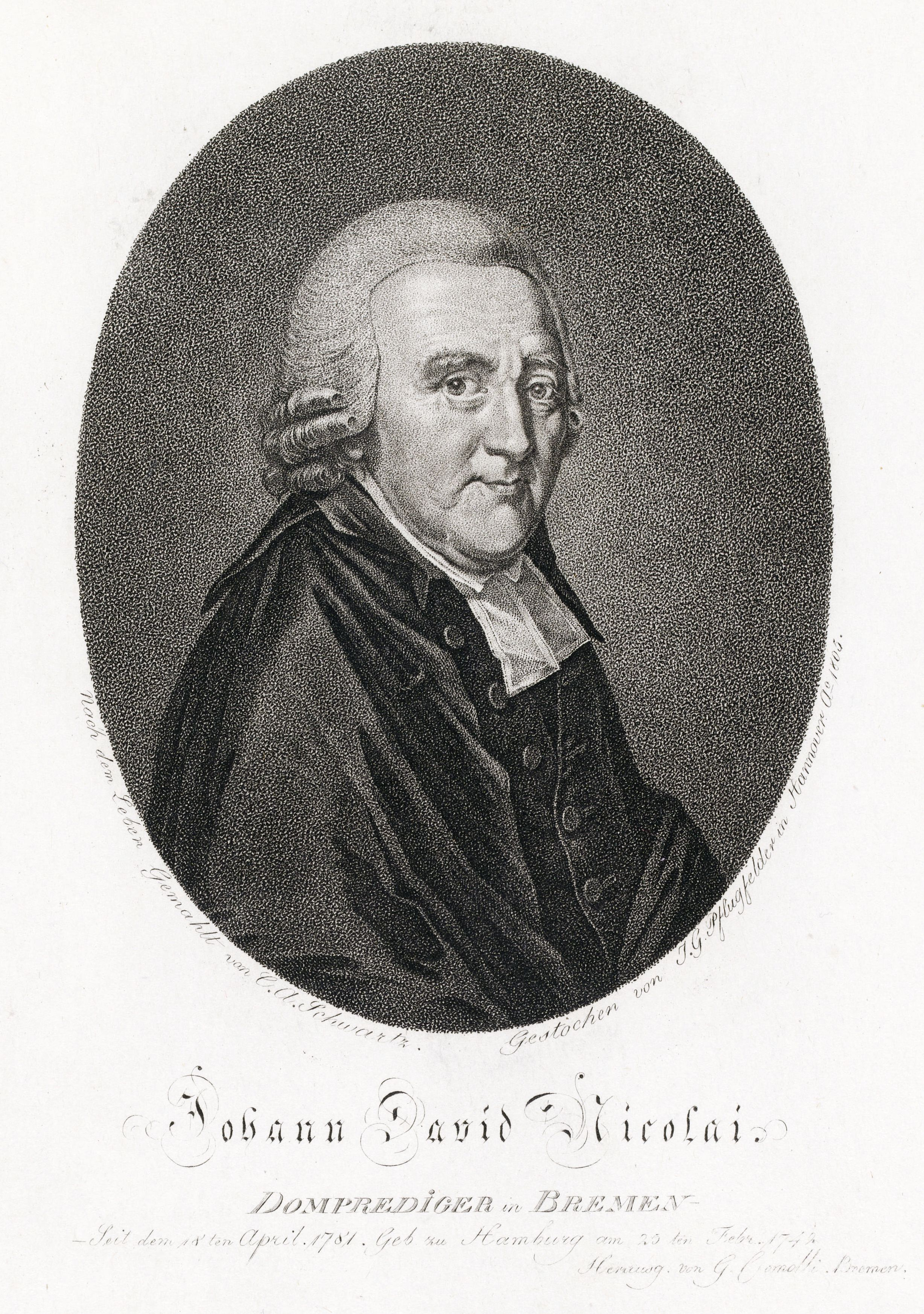
Kupferstich von Johann Gottfried Pflugfelder (1805)

Johann David Nicolai (* 25. Februar 1742 in Hamburg; † 3. April 1826 in Bremen) war ein deutscher Pastor, Pädagoge und Primarius am Bremer Dom.

## Biografie
Nicolai war der Sohn des Hamburger Mehlhändlers Benedict Nicolai. Er absolvierte ab 1750 das Johanneum und ab 1761 das Akademische Gymnasium in Hamburg. Er studierte von 1764 bis 1767 Theologie an der Universität Göttingen. Von 1768 bis 1771 war er Hofmeister und Erzieher der Kinder des Oberamtmanns Georg Ernst Meyer zu Bremervörde.
Am 25. April 1771 wurde er Subconrector, 1774 Conrektor und 1778 Rektor am königlichen Athenaeum in Bremen und der damit verbundenen Domschule. 1780 heiratete er die Tochter Sophia des Konsistorialrats Hermann Schlichthorst aus Bremen. Nach dem Tod seines Schwiegervaters erhielt er 1781 die Berufung als vierter Pastor am Bremer Dom. 1786 begegnete er in Bremen dem reformierten Pfarrer und Philosophen Johann Caspar Lavater, der mit seiner „asketisch-mystischen“ Richtung Einfluss ausübte, dem Nicolai aber durchaus kritisch begegnete (gedruckte Predigten von 1787). Nach dem Reichsdeputationshauptschluss von 1803 ging der Bremer Dom vom Herzogtum Bremen zur Freien Hansestadt Bremen über. 1806 erhielt er anlässlich seines 25. Dienstjubiläums die Würde eines Doktors der Theologie von der Universität Göttingen verliehen. 1810 ernannte ihn der Senat der Freien Hansestadt Bremen in Nachfolge von Pastor Heeren zum Pastor Primarius, also Ersten Pastor am Bremer Dom. Zahlreiche Schriften, vor allem von seinen Predigten, wurden veröffentlicht.

## Werke
- Predigten, Bremen 1774.
- Von dem Werthe öffentlicher Schulen in Vergleichung mit der besonderen Unterweisung. Bremen 1780.
- Predigt anlässlich der Einweihung des Waisenhauses des Bremer Doms, Bremen 1785.
- Geschichte des bremischen Magnetismus. In: Berliner Monatszeitschrift 1788, S. 82–95.
- Nicolai und H. W. Rotermund: Lesebuch für Deutsche Schulen. B. F. Voigt, Bremen 1801.
- Öconomisch-juristische Grundsätze von der Verwaltung des Domainenwesens in den preußischen Staaten. Berlin 1802.